# Санта-Олалья (Толедо)
Санта-Олалья (ісп. Santa Olalla) — муніципалітет в Іспанії, у складі автономної спільноти Кастилія-Ла-Манча, у провінції Толедо. Населення — 3522 особи (2010).
Муніципалітет розташований на відстані близько 75 км на південний захід від Мадрида, 39 км на північний захід від Толедо.

## Демографія
Динаміка населення (INE ):

## Галерея зображень

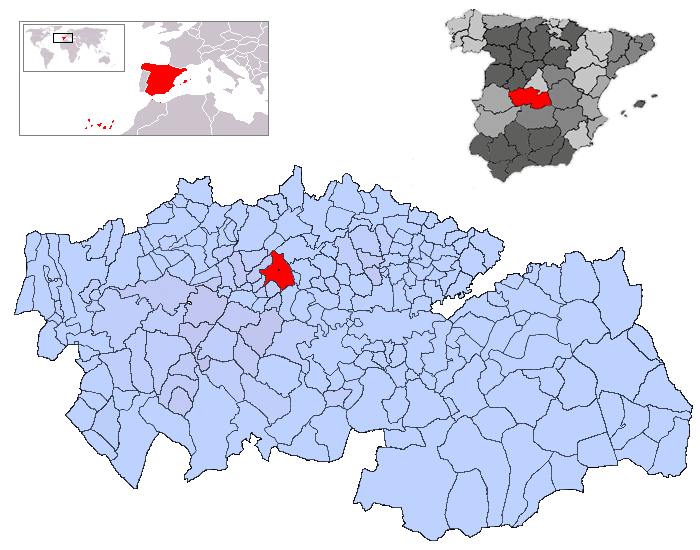
Розташування муніципалітету у провінції Толедо